# Joseph Atanga
Joseph Atanga (Akok-Bekoe, 14 agosto 1952) è un arcivescovo cattolico camerunese, dal 3 dicembre 2009 arcivescovo metropolita di Bertoua.

## Biografia

### Formazione e ministero sacerdotale
Dopo aver frequentato il seminario ed essere entrato nell'ordine dei Gesuiti, è stato ordinato sacerdote l'11 luglio 1987.

### Ministero episcopale
Il 22 giugno 1999 papa Giovanni Paolo II lo ha nominato vescovo di Bafoussam.
Ha ricevuto l'ordinazione episcopale il 18 settembre 1999 dalle mani dell'arcivescovo Félix del Blanco Prieto nunzio apostolico in Camerun, co-consacranti l'arcivescovo di Yaoundé André Wouking e il vescovo di Bafia Athanase Bala.
Il 3 dicembre 2009 papa Benedetto XVI lo ha nominato arcivescovo metropolita di Bertoua.
Ha preso possesso dell'arcidiocesi il 30 gennaio 2010, mentre ha ricevuto il pallio il 29 giugno 2010 dal Pontefice in Piazza San Pietro a Roma.
Dal 2010 al 2013 è stato presidente della Conferenza episcopale del Camerun.
Ha partecipato alla XIV assemblea generale ordinaria sinodo dei vescovi nel 2015 dal tema La vocazione e la missione della famiglia nella Chiesa e nel mondo contemporaneo e alla XV assemblea generale ordinaria del sinodo dei vescovi svoltasi nel mese di ottobre 2018 dal tema I Giovani, la Fede e il Discernimento Vocazionale.
Ha partecipato attivamente alla fondazione dell'università cattolica di Bertoua.

## Genealogia episcopale
La genealogia episcopale è:
- Cardinale Scipione Rebiba
- Cardinale Giulio Antonio Santori
- Cardinale Girolamo Bernerio, O.P.
- Arcivescovo Galeazzo Sanvitale
- Cardinale Ludovico Ludovisi
- Cardinale Luigi Caetani
- Cardinale Ulderico Carpegna
- Cardinale Paluzzo Paluzzi Altieri degli Albertoni
- Papa Benedetto XIII
- Papa Benedetto XIV
- Papa Clemente XIII
- Cardinale Marcantonio Colonna
- Cardinale Giacinto Sigismondo Gerdil, B.
- Cardinale Giulio Maria della Somaglia
- Cardinale Carlo Odescalchi, S.I.
- Cardinale Costantino Patrizi Naro
- Cardinale Lucido Maria Parocchi
- Papa Pio X
- Papa Benedetto XV
- Papa Pio XII
- Cardinale Eugène Tisserant
- Papa Paolo VI
- Cardinale Agostino Casaroli
- Arcivescovo Félix del Blanco Prieto
- Arcivescovo Joseph Atanga, S.I.